# 경화유
경화유(硬化油, hardened oil)는 불포화지방산이 많은 액상 기름에 수소를 반응시켜 얻는 고체 상태 지방이다. 수소첨가류라고도 한다.
액상지방류에 가압하여 니켈 촉매하에서 수소 기체를 통하면 불포화지방산의 이중결합부에 수소가 첨가되어 포화지방산을 형성하여 얻는다.
경화유의 특징은 융점이 높은 고체상태라는 것이다. 녹는점은 경화유의 불포화도와 관련된다.
생선기름이나 콩기름을 반응시켜 얻는 경화유는 식용으로는 마가린, 쇼트닝으로 공업용으로는 비누, 양초, 스테아르산 등의 원료로 사용된다.